# Comuna de Bobrowniki (voivodia da Silésia)
Bobrowniki é uma comuna rural (região administrativa) do condado de Będzin, voivodia de Silésia, no sul da Polônia. Tem como sede a cidade de Bobrowniki, que se encontra, aproximadamente, a onze quilômetros (sete milhas) ao noroeste de Będzin e quinze quilômetros ao norte da capital regional de Katowice.
Esta comuna cobre uma área de 51,99 quilômetros quadrados (20,1 milhas quadradas) e, de acordo com o censo de 2006, a população estimativa era de 11 238 habitantes..

## Subdivisões
A comuna de Bobrowniki  inclui as aldeias e povoações de Bobrowniki, Dobieszowice, Myszkowice, Rogoźnik, Siemonia e de Twardowice.

## Comunas vizinhas
Bobrowniki é limitada pelas cidades de Będzin, Piekary Śląskie, Tarnowskie Góry e Wojkowice, e pelas comunas de Mierzęcice, Psary e Świerklaniec.